# Kandalaksjabugten
Kandalaksjabugten (russisk: Кандалакшский залив) ligger i Karelen og Murmansk oblast i det nordvestre Rusland. Det er en af fire store havbugter i Hvidehavet. De andre er Onegabugten, Dvinabugten og Mezenbugten. Nord for Kandalaksjabugten ligger Kolahalvøen.
Floderne Umba, Niva og Kovda udmunder i Kandalaksjabugten. Kandalaksja er den eneste større by ved bugten.
66°55′N 32°45′Ø / 66.92°N 32.75°Ø